# Grimsby (Lincolnshire)
Grimsby és un port marítim a l'estuari de Humber en Lincolnshire, Anglaterra. Ha estat el centre administratiu de l'autoritat unitària de North East Lincolnshire des de 1996. Segons la llegenda, Grimsby va ser fundada al segle IX per Grim, un pescador danès.

## Història
Grimsby va ser fundada pels danesos en el segle IX, encara que hi ha alguna evidència d'un petit poble de treballadors situats en la zona uns set segles abans. Grimsby hauria proporcionat un lloc ideal per als vaixells com a refugi de tempestes. També estava ben situat per als rics caladors en la Mar del Nord.
Durant el segle xii, Grimsby es va convertir en un port pesquer i comercial, en el dotzè lloc en rànquing d'importància per a la Corona en termes d'ingressos fiscals. La ciutat va veure concedida la seva carta pel rei Joan I d'Anglaterra en 1201. El primer alcalde s'hi va instal·lar el 1218.

## Economia
Grimsby, Immingham i Cleethorpes, formen junts l'àrea econòmica coneguda com a Gran Grimsby. Els principals sectors de l'economia del Gran Grimsby són menjar i beguda, ports i logística; energia renovables, productes químics i les indústries de procés i dels mitjans digitals.
El port de Grimsby i Immingham és el port més gran del Regne Unit per tonatge. El seu primer gran calat ubicació en l'estuari de Humber, ofereix a les empreses accés directe a l'Europa continental i més enllà. Amb una privilegiada ubicació en aigües profundes en l'estuari de Humber, una de les rutes més freqüentades d'Europa comercials, exerceix un paper central en la vida comercial del Regne Unit. El port és operat per Associated British Ports (ABP), el més gran i el principal grup britànic de ports. Grimsby i Immingham, i 19 ports d'ABP, formen una xarxa de tot el Regne Unit capaç de manejar tot tipus de càrrega.

## Ciutats agermanades
- Tromsø, Noruega
- Bremerhaven, Alemanya
- Banjul, Gàmbia
- Dieppe, França
- Valladolid, Espanya